# Château de Noda

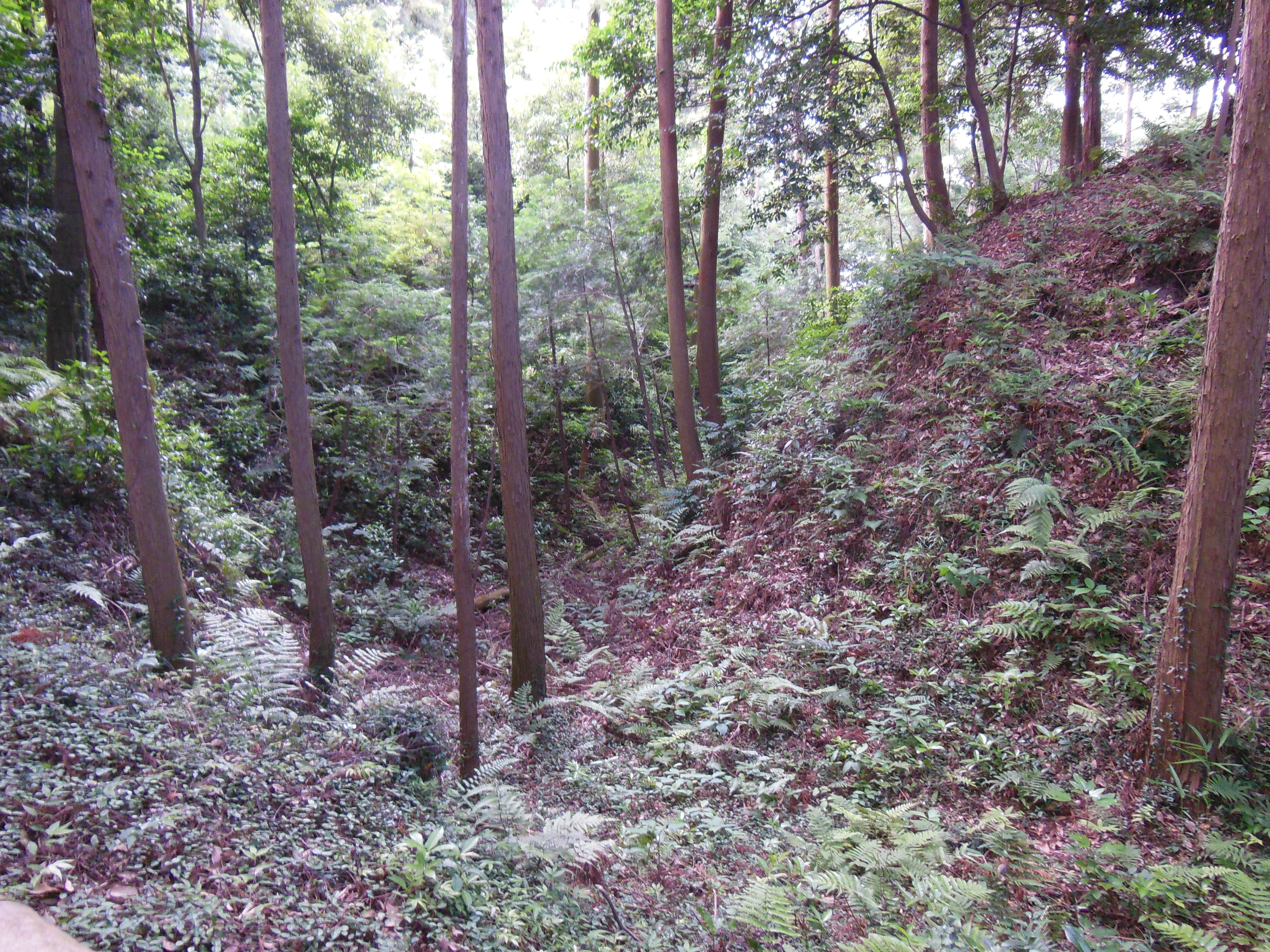
Les ruines du château de Noda

Le château de Noda (野田城, Noda-jō) est un château japonais de l'époque Sengoku situé à l'est de la province de Mikawa dans ce qui, de nos jours, fait partie de la ville de Shinshiro, préfecture d'Aichi au Japon.
Une résidence fortifiée est construite sur cet emplacement par Suganuma Sadanori en 1508. Le clan Suganuma est sous la subordination du clan Matsudaira qui régit l'essentiel de la province de Mikawa. Le château est pris par le clan Imagawa en 1560, peu après sa défaite à la bataille d'Okehazama dans la province d'Owari. Suganuma Sadamitsu recouvre le château pendant une bataille de nuit en 1562. En 1571 cependant, une reconnaissance en force par le clan Takeda mené par Masakage Yamagata s'empare du château et le tient brièvement sans difficulté. Quand les armées du clan Takeda menées par Takeda Shingen envahissent la province de Mikawa en 1573, le clan Takeda essaie de s'emparer du château une fois encore. Mais pendant les deux années précédentes, les défenses du château ont été renforcées par Suganuma Sadamichi et le château résiste plusieurs semaines. La reddition n'intervient qu'après que les sapeurs de Takeda ont atteint les douves, les vidant de leur eau. Durant le siège du château de Noda, Takeda Shingen est blessé par la balle d'un franc-tireur, sans doute mortellement puisqu'il meurt seulement quelques semaines plus tard.
Le château de Noda est abandonné vers 1590, après que Tokugawa Ieyasu s'est déplacé au château d'Edo. Le site est à présent une dense région forestière, avec juste un indicateur en pierre pour indiquer l'emplacement de l'ancien château.